# Edison Machado é Samba Novo
Edison Machado é Samba Novo é o primeiro álbum do baterista brasileiro de samba-jazz Edison Machado. O álbum é considerado uma grande referência para bateristas, já que Edison inovou ao criar a condução de prato no ritmo do samba, que ajudou a moldar o que viria a ser conhecido como bossa nova.
Lançado pelo selo CBS/Sony em 1964, o álbum teve arranjos de Moacyr Santos, J.T. Meirelles, Maciel e Raul de Souza tendo todos eles participado no álbum, mais os músicos Tenório Júnior ao piano e Tião Neto, no contrabaixo.

## Faixas
| N.º | Título                   | Compositor(es)                     | Duração |  |
| 1.  | "Nanã"                   | Moacir Santos / Mário Telles       |         |  |
| 2.  | "Só Por Amor"            | Baden Powell / Vinicius de Moraes  |         |  |
| 3.  | "Aboio"                  | J.T. Meirelles                     |         |  |
| 4.  | "Tristeza Vai Embora"    | Baden Powell / Mário Telles        |         |  |
| 5.  | "Miragem"                | J.T. Meirelles                     |         |  |
| 6.  | "Quintessência"          | J.T. Meirelles                     |         |  |
| 7.  | "Se Você Disser Que Sim" | Moacir Santos / Vinicius de Moraes |         |  |
| 8.  | "Coisa Nº 1"             | Moacir Santos / Clóvis Mello       |         |  |
| 9.  | "Solo"                   | J.T. Meirelles                     |         |  |
| 10. | "Você"                   | Rildo Hora / Clóvis Mello          |         |  |
| 11. | "Menino Travesso"        | Moacir Santos / Vinicius de Moraes |         |  |

## Créditos Musicais
- Edison Machado - Baterias
- Tenório Jr. - Piano
- Tião Neto - Contrabaixo
- Paulo Moura - Sax alto
- Pedro Paulo - Trompete
- Edson Maciel - Trombone
- Raul de Souza - Trombone
- J. T. Meirelles - Sax tenor